# Saint-Gaultier
Saint-Gaultier je naselje in občina v srednjem francoskem departmaju Indre regije Center. Leta 2009 je naselje imelo 1.923 prebivalcev.

## Geografija
Naselje leži v pokrajini Berry znotraj naravnega regijskega parka Brenne ob reki Creuse in njenem desnem pritoku Bouzanteuil, 31 km jugozahodno od Châteaurouxa.

## Uprava
Saint-Gaultier je sedež istoimenskega kantona, v katerega so poleg njegove vključene še občine Chitray, Luzeret, Migné, Nuret-le-Ferron, Oulches, Rivarennes in Thenay s 4.745 prebivalci.
Kanton Saint-Gaultier je sestavni del okrožja Le Blanc.

## Zanimivosti
- priorska cerkev sv. Valterja, opata iz Lesterpsa;

## Pobratena mesta
- Leopoldshöhe (Severno Porenje - Vestfalija, Nemčija);